# 2000 AS31
2000 AS31 är en asteroid i huvudbältet som upptäcktes den 3 januari 2000 av LINEAR i Socorro County, New Mexico.